# تاريخ إيطاليا (1559–1814)
تميز تاريخ إيطاليا في الفترة الحديثة المبكرة بالهيمنة الخارجية: فيما بعد الحروب الإيطالية (1494-1559)، شهدت إيطاليا فترة طويلة من الهدوء النسبي بداية تحت حكم إسبانيا هابسبورغ (1559-1713) ومن ثم نمسا هابسبورغ . خلال العهد النابليوني كانت إيطاليا دولة عميلة لفرنسا خلال الفترة ما بين 1796 و1814 وسميت جمهورية شقيقة. أعاد مؤتمر فيينا 1814 الوضع لما كان عليه في القرن الثامن عشر، إلا أن الوضع سرعان ما انقلب تحت تأثير حركة التوحيد الإيطالية. انتهت النهضة الإيطالية حوالي 1600، لكن إيطاليا بقيت مركزاً مهماً للحضارة الغربية خلال تلك الفترة. بأي حال، تدهورت الأهمية الاقتصادية لإيطاليا، حيث لعبت الدويلات الإيطالية دوراً ضئيلاً في العالم الجديد كما كان الحال في الثورة الصناعية.

## مقدمة
شهدت الحروب الإيطالية 65 عاماً من الهجمات الفرنسية على الدويلات الإيطالية، بداية مع اجتياح شارل الثامن لنابولي عام 1494. رغم ذلك أنهى صلح كاتو كامبريسيس 1559 الحرب وأعلن خضوع كامل إيطاليا بشكل مباشر أو غير مباشر للإسبان.

## إيطاليا الحديثة المبكرة
شهدت حرب الخلافة الإسبانية انتقال السيطرة على جزء كبير من إيطاليا من إسبانيا إلى النمسا، الأمر الذي بلغ ذروته في معاهدة أوترخت لعام 1713. استعاد الإسبان نابولي وصقلية بعد معركة بيتونتو في 1738.
لم تستند السيطرة الإسبانية أو النمساوية دائماً على السيطرة المباشرة، حيث لم تخضع دول مثل البندقية والدولة البابوية ودوقيات إستي وسافوا تحت السيطرة المباشرة للإمبراطوريتين، بينما اعتمد قسم كبير من بقية إيطاليا عليهما للحماية من الاعتداء الخارجي. علاوة على ذلك فإن المناطق التي خضعت مباشرة للسيطرة الإسبانية والنمساوية لاحقاً كانت نظرياً إمارات مستقلة مرتبطة بالإمبراطوريتين من خلال اتحاد شخصي فقط.
دخلت إيطاليا مرحلة من التدهور الاقتصادي والاجتماعي في القرن السادس عشر. كما أن عصر الاستكشاف حول مركز التجارة الأوروبية من البحر المتوسط إلى المحيط الأطلسي، لذا فإن الولايات الإيطالية فقدت الكثير من أهميتها السابقة. واصلت البندقية قتالها المرير ضد الإمبراطورية العثمانية من أجل السيطرة على المراكز التجارية في شرق البحر المتوسط. حيث شاركت في المعركة البحرية ليبانتو عام 1571، وفي القرن التالي حاربت الأتراك لمدة 25 عاماً حتى عام 1669، عندما سيطرت على البيلوبونيز في اليونان. شهدت البندقية آخر انتصاراتها العسكرية الكبرى عندما ساهمت في هزيمة الدولة العثمانية في حرب 1683-1699. بحلول القرن الثامن عشر، تراجع النشاط الاقتصادي في المدينة وانعكفت على نفسها وسقطت في ركود، لتصبح صيداً سهلاً للجيوش الثورة الفرنسية في 1796.
أما الولايات البابوية فقد فقدت الكثير من نفوذها السابق بعد أن قسم الإصلاح البروتستانتي أوروبا إلى معسكرين. أما من تبقى من الأمراء الكاثوليك فسعوا بصورة متزايدة إلى فرض سيطرتهم على أراضيهم وغالباً ما تعارضوا مع البابوية في المسائل القضائية. خلال التنافس المتواصل بين فرنسا وإسبانيا - قوتا أوروبا الكاثوليكيتان الكبرتان - غالباً ما توسط الباباوات بينهما. تدهورت العلاقات بصورة حادة مع باريس في عهد لويس الرابع عشر، حتى توصل مع البابوية إلى أرضية مشتركة في قمع الينسينية. حتى في إيطاليا نفسها، انخفضت الأهمية السياسية للولايات البابوية. انخرط الباباوات المعادون للإصلاح إلى حد كبير في المسائل الدينية وإصلاح الكنيسة وبذلك حازوا وقتاً قليلاً للسياسة. عملوا على مكافحة اللصوصية المتوطنة طويلاً في الولايات البابوية، وإصلاح النظام القضائي، وتزيين روما بالعديد من المباني. قدم غريغوريوس الثالث عشر التقويم الذي يحمل اسمه، كما ساهم الأسطول البابوي في معركة ليبانتو. بالإضافة إلى فقدانها للسلطة السياسية، تعرضت الكنيسة لهجوم متزايد خلال عصر التنوير في القرن الثامن عشر.

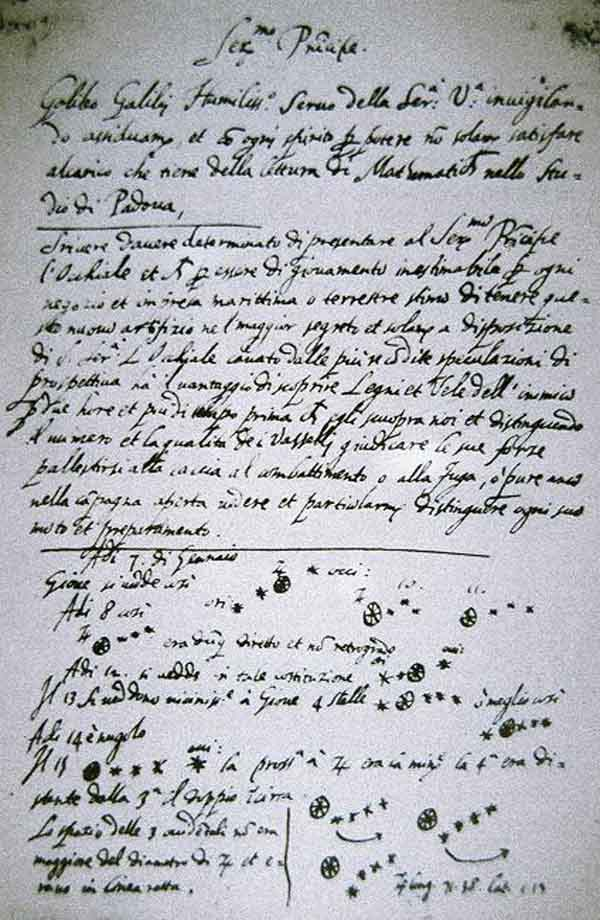
أولى ملاحظات غاليليو لأقمارالمشتري.

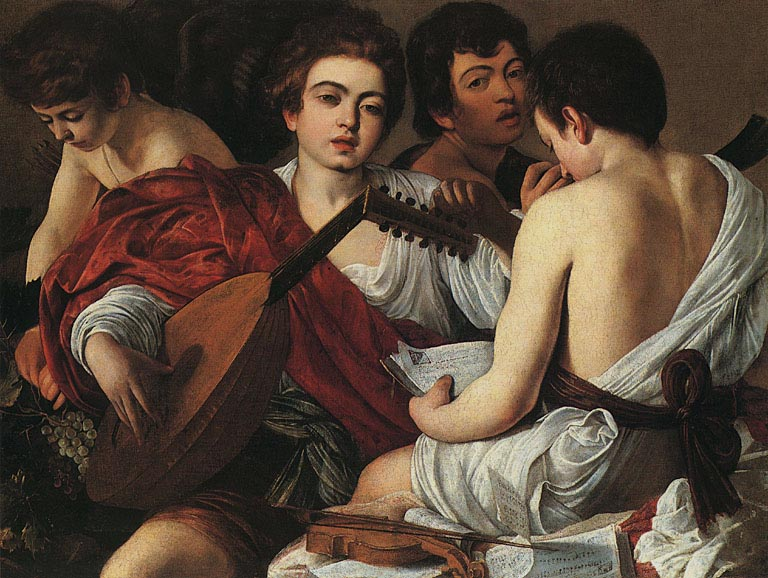
الموسيقيون بريشة كارافاجيو.

مع تدهور مكانة إسبانيا في القرن السابع عشر، عانت ممتلكاتها الإيطالية في نابولي وصقلية وسردينيا وميلان من نفس المصير. دخل جنوب إيطاليا فترة من الفقر والركود وعزل عن التيار الرئيسي للأحداث في أوروبا. كانت نابولي واحدة من أكثر المدن الأوروبية اكتظاظاً في ظروف غير صحية، بينما سيطرت الجريمة على سكانها. كانت الأرستقراطية النابولية مستائة جداً من الحكم الإسباني ورحبت بوصول النمساويين في عام 1707. ومع ذلك فإنهم أصيبوا بخيبة أمل عندما رفضت فيينا منحهم أي حكم ذاتي في نابولي. مع استعار الحرب، فرضت النمسا ضريبية ضخمة على المدينة، بينما لم تقدم أي إدارة ملائمة حتى عاد السلام. حاول غراف فون داون (والي نابولي 1713-1719) القيام بعدة إصلاحات ولكنه اصطدم مع الكنيسة في مسائل قضائية. نجح إلى حد كبير في صنع السلام مع روما، ولكن الصراعات الدولية دفعت بالأباطرة النمساويين لفرض المزيد من الضرائب على نابولي وإهمال كل ما فيها عدا أمراء المدينة الإقطاعيين التقليديين. تولى الكاردينال مايكل فريدريش فون ألتان الولاية (1722-1728)، ولكنه ضايق النبلاء (الذين عانوا بالفعل من الضرائب الامبراطورية) والطبقة الوسطى بمواقفه المؤيدة لرجال الدين. جاء سقوط ألتان من خلال محاولته إنشاء بنك الدولة (بانكو دي سان كارلو) بهدف الحصول على أراضي التاج لصالح الإمبراطور النمساوي. أغضب بذلك كلاً من طبقة النبلاء والطبقة الوسطى بهذه الحملة غير المدروسة، وبعد طرده من نابولي عانت المدينة من عدة سنوات مضطربة تخللتها المجاعة والاضطرابات الاجتماعية والمشاكل الدولية التي منعت أي محاولة للإصلاح الإداري. استقبل بارتياح تولي دون كارلوس الإسباني المولد عرش مملكة نابولي من جديد في 1734. في عام 1759، غادر ليصبح كارلوس الثالث ملك إسبانيا وخلفه ابنه فرديناند الذي كان دون السن القانونية وهكذا عادت أمور الحكومة لوصيه برناردو تانوتشي. مستمداً من روح التنوير في ذلك العصر، حاول تانوتشي تأسيس استبداد الخيرين من خلال سلسلة من الإصلاحات وإضعاف سلطة المؤسسات التقليدية في نابولي. أصبح فرديناند في عمر يؤهله للحكم في عام 1767، ولكنه أبدى القليل من الاهتمام في الحكومة، وسيطرت عليه إلى حد كبير زوجته الأرشيدوقة ماريا كارولينا التي كرهت تانوتشي المؤيد للموقف الإسباني واستطاعت استبداله بالسير جون أكتون وهو مهاجر إنجليزي. مع صعود نجم الثورة الفرنسية تحالفوا مع النمسا وبريطانيا ضد فرنسا.
تمتعت صقلية من ناحية أخرى بعلاقات سلمية مع مدريد، حيث منح الإسبان للجزيرة مساحة كبيرة من الحكم الذاتي. نظراً لموقعها الهام في منطقة البحر الأبيض المتوسط، فضلا عن كونها شريكاً تجارياً كبيراً لإسبانيا، فإن العلاقات الودية كانت أساسية. بعد انتقال صقلية إلى الحكم النمساوي في عام 1720، اندلعت اضطرابات بعد أن عينت فيينا حاميات دائمة ألمانية المولد على الجزيرة، مما أثار مواجهات متكررة وعنيفة مع السكان المحليين. أما الفساد والتخلف في المجتمع الصقلي فجعلا من الصعب تشكيل حكومة وظيفية، ومثلها مثل نابولي أجبرت على دفع الضرائب وجزية ضخمة لفيينا.
مع ذلك، حاول الإمبراطور تشارلز السادس بناء اقتصاد صقلي بتحويل ميسينا ومواقع أخرى إلى موانئ هامة وذلك لجذب التجارة الخارجية، فضلا عن تحسين صناعتي الحبوب والحرير الفاشلتين في الجزيرة. لكن لم يكن للإمبراطور أن يعوض تراجعاً اقتصادياً كان خارجاً عن سيطرته حيث أثبتت العديد من مشاريعه أنها غير عملية، مما تسبب في نهاية المطاف إلى انهيار اقتصادي شبه كامل.
كان لتشارلز وضع ديني صعب في صقلية حيث يخدم الملك تقليدياً على أنه مندوب رسولي، والذي سعى للحفاظ عليه مهما كانت التكاليف بينما وعد بحماية أيضاً بالدفاع عن العقيدة الكاثوليكية. ناقش ووزراؤه بنجاح المندوبية مع الباباوات وصنع السلام مع الفاتيكان. ولكن في النهاية، كان للحكم النمساوي تأثير ضئيل دائم يذكر على صقلية واستولت القوات الإسبانية على الجزيرة في 1734.
تركت سردينيا أيضاً بحالها بينما استوطن الجزيرة العديد من الإسبان. اعتمد اقتصادها في الغالب على رعاية المواشي وكان لها اتصال قليل مع بقية إيطاليا.

## إيطاليا في العهد النابليوني

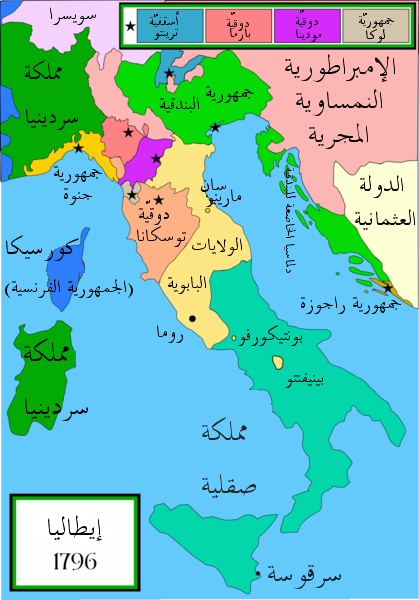
إيطاليا قبل الغزو النابليوني (1796).

في نهاية القرن الثامن عشر، عادت إيطاليا تقريباً إلى نفس الظروف السياسية التي كانت عليها في القرن السادس عشر. كانت الاختلافات الرئيسية في أن النمسا قد حلت محل إسبانيا باعتبارها القوة الخارجية المهيمنة بعد حرب الخلافة الإسبانية (رغم أن ذلك لم يكن صحيحاً بالنسبة إلى نابولي وصقلية)، كما أصبح دوقات سافوا (منطقة جبلية بين إيطاليا وفرنسا) ملوك سردينيا بزيادة ممتلكاتهم الإيطالية والتي ضمت حينها سردينيا ومنطقة الشمالية الغربية من بيدمونت.
جذبت الثورة الفرنسية اهتماماً كبيراً في إيطاليا منذ بدايتها، حيث أثبتت محاولات الإصلاح من طرف الطغاة المستنيرين طوال القرن الثامن عشر فشلها إلى حد كبير. انتشرت المحافل الماسونية بأعداد كبيرة خلال هذه الفترة حيث نوقشت تغييرات جذرية من قبل النخبة المثقفة بعيداً عن الجهود الخرقاء المذكورة أعلاه.
كما كان متوقعاً، كانت المؤسسات الحاكمة في إيطاليا معادية تماماً للأفكار التي تخرج من فرنسا وطال القمع القاسي المعارضة. توغلت في بدايات عام 1792 الجيوش الفرنسية في التراب الإيطالي، وفي ذاك العام نفسه حذر فلاحو بيدمونت الفقراء ملكهم من أنه قد يواجه العدالة التي أحاقت بلويس السادس عشر في فرنسا. ثارت الطبقة الوسطى في روما ضد السلطة السياسية للفاتيكان، كما استنكر نظرائهم في مدينة البندقية مع النبلاء حكومة تلك المدينة.
مع ذلك، فإن معظم هذه الاحتجاجات أنجزت القليل خارج بيدمونت ونابولي، وفي الجنوب تم اكتشاف مؤامرة تحاك من قبل الماسونيين المؤيدين للجمهورية وأعدم قادتها. فر عشرات المنشقين لفرنسا في أعقاب المحاكمات. عاد أحد هؤلاء المعارضين ويدعى فيليبو بونوارتي وهو عضو من عائلة توسكانية نبيلة قديمة إلى إيطاليا برفقة الجيوش الفرنسية وشكل لفترة وجيزة حكومة ثورية في بلدة أونيليا الليغورية. ألغيت امتيازات النبلاء واستعيض عن المؤسسات الكنسية بدين عالمي للكائن الأسمى. لكن بعد سقوط روبسبيير (الذي صاغ بونوارتي حكومته وفقاً له) من السلطة في فرنسا، تم استدعاؤه إلى وطنه وانتهت تجربته بسرعة.
اهتز هذا الوضع في 1796، عندما غزا جيش إيطاليا الفرنسي تحت حكم نابليون إيطاليا، بهدف إجبار التحالف الأول على التخلي عن سردينيا (حيث عينوا حاكماً ألعوبة مناهضاً للثورات) وإجبار النمسا على الانسحاب من إيطاليا. دارت المعارك الأولى في 9 أبريل بين الفرنسيين والبييمونتيين، وبعد أسبوعين فقط اضطر فيتوريو أماديو الثالث ملك سردينيا لتوقيع الهدنة. دخل الجنرال الفرنسي ميلان في 15 مايو حيث استقبل بوصفه محرراً. واصل الفرنسيون صد الهجمات النمساوية والتقدم حيث وصلوا فينيتو في 1797. وقع هنا الفصحيون الفيرونيون، وهو تمرد ضد القمع الفرنسي والذي أبطأ تقدم نابليون لمدة أسبوع تقريباً.
وقع نابليون في أكتوبر 1797 على معاهدة كامبو فورميو والتي ضمت بها جمهورية البندقية إلى الدولة النمساوية محطماً بذلك آمال القوميين الإيطاليين بأنها قد تصبح دولة مستقلة. أعطت هذه المعاهدة اعترافاً نمساوياً بوجود الجمهورية الألبية (تكونت من لومبارديا وإيميليا رومانيا وقطع صغيرة من توسكانا وفينيتو) بينما ضمت فرنسا بيدمونت. رغم ذلك كانت الدولة الألبية - مثل الدول الأخرى التي تشكلت بعد الغزو - مجرد دولة تابعة لفرنسا، وهذه الدول التابعة تقدح شرارة الحركة الوطنية. تحولت الجمهورية الألبية إلى الجمهورية الإيطالية في عام 1802 برئاسة نابليون. بما أن تلك الدولة فرضت من قبل قوى خارجية فإنها لم تحظ بأي دعم شعبي في إيطاليا، خصوصاً بعد أن نفر الفلاحون من سياسة اليعاقبة المضادة للكهنوت. احتاج الأمر حينها لحركة شعبية لإحداث تغيير حقيقي. بالإضافة إلى ذلك، أصيب الجمهوريون المحليون بخيبة الأمل عندما أدركوا أن الفرنسيين يتوقعون منهم الطاعة لما يأتي من باريس، والذي تضمن التدخل المتكرر في الشؤون المحلية والضرائب الهائلة. إلا أن العودة إلى النظام الإقطاعي القديم لم يكن محل ترحيب ولذلك فإن الحركة الجمهورية طورت تدريجياً أهدافها إلى القومية والدولة الإيطالية الموحدة.
بعد انتهاء حرب الائتلاف الأول، واصلت فرنسا توسعها في إيطاليا حيث سيطرت على روما في 1798 ونفت البابا وأقامت جمهورية هناك. عندما غادر نابليون إلى مصر، استعاد الملك فرديناند السادس الصقلي روما وأعاد البابوية. ولكن حالما غادرت جيوشه تقريباً عاد الفرنسيون واحتلوا نابولي. نقل بلاط فرديناند إلى المنفى من قبل الأسطول البريطاني. أنشئت هناك جمهورية أخرى (الجمهورية البارثينوبية) والتي حكمت بطريقة أكثر تشدداً وديمقراطية من غيرها. لكن فرديناند نظم بمهارة ثورة مضادة بقيادة عميله الكاردينال فابريزيو روفو، الذي نزل في إيطاليا وحشد حشداً من الفلاحين. استطاعت تلك الفئة استعادة نابولي وواصلت السلب والنهب وتدمير منازل النبلاء المكروهين. حصلت أيضاً عمليات قتل جماعي للبرجوازيين الذين دعموا الفرنسيين. عاد فيرديناند بعد ذلك إلى عاصمة بلاده منتصراً. أحيل 100 من القادة الثوريين إلى المحاكم وأعدموا.
في شمال إيطاليا، احتل الفرنسيون توسكانا خلال ربيع عام 1799 حتى طردتهم منها انتفاضة فلاحين أخرى. أعدم اليهود ومن اشتبه بكونهم من اليعاقبة بشكل جماعي من قبل المتمردين، لكن سرعان ما استعادت الكنيسة وطبقة النبلاء السلطة. في ذاك الخريف، انهارت الجمهورية الرومانية وطرد الفرنسيون عملياً خارج إيطاليا.
بعد استيلائه على السلطة كقنصل في فرنسا، جدد نابليون حملته على إيطاليا. سقطت ميلان في الثاني من يونيو 1800، كما أنهت الهزائم النمساوية في ألمانيا حرب التحالف الثاني. احتفظت النمسا فقط بالبندقية بينما هيمنت فرنسا على بقية شمال إيطاليا، ولم يتبق سوى الدولة البابوية ومملكة الصقليتين في الجنوب. وحد نابليون على مدى السنوات القليلة التالية ممتلكاته في إيطاليا في الجمهورية الإيطالية، وحكمها فرانشيسكو ميلزي ديريل. ولكن في عام 1805، قرر تحويل الجمهورية إلى مملكة يحكمها ربيبه يوجين دو بوارنييه. توسعت مملكة إيطاليا تدريجياً حيث تخلت النمسا عن البندقية في 1806 وأضيفت أراض أخرى. رغم ذلك ضمت مناطق إيطالية أخرى بشكل مباشر إلى فرنسا. في عام 1809، احتل الفرنسيون روما مرة أخرى وأسروا البابا بيوس السابع.
بقيت مملكة فرديناند السادس في جنوب إيطاليا مستقلة في السنوات القليلة الأولى من القرن التاسع عشر، لكنها كانت أضعف من أن تقاوم هجمة منسقة، ولهذا نجح الجيش الفرنسي في السيطرة على نابولي في بدايات 1806. فر بلاط فرديناند إلى صقلية حيث تمتع بالحماية البريطانية. عين نابليون أخاه يواكيم ملكاً على نابولي، لكنه حكم البر الإيطالي الرئيسي فقط دون جزيرتي صقلية وسردينيا التي كانتا خارج نطاق السيطرة الفرنسية. خلال سنوات منفى بوربون في صقلية، سيطر البريطانيون على الجزيرة سياسياً حيث أجبروا فرديناند لفرض العديد من الإصلاحات الديمقراطية. ولكن مع انتهاء الحروب النابليونية في عام 1815 وعودة الملك إلى نابولي، استعاد صفته السابقة كحاكم مطلق.
في الوقت ذاته سعى يواكيم بونابرت لسياسة مستقلة عن فرنسا وأجرى عدة إصلاحات عززت الطبقة الوسطى في نابولي. مع ذلك، انهار حكمه مع انهيار نابليون في 1814-1815.
في عام 1805، وبعد الانتصار الفرنسي على التحالف الثالث وصلح برسبورغ، استعاد نابليون فينيتو ودالماسيا، وضمها إلى الجمهورية الإيطالية وأعاد تسميتها بمملكة إيطاليا. كما جرى في العام ذاته أن مارس ضغوطاً على الجمهورية الليغورية (خلف لجمهورية جنوا القديمة) للاندماج مع فرنسا. في 1806، غزا مملكة نابولي ومنحها لأخيه وبعد ذلك (من 1808) ليواكيم مورات، كما زوج شقيقتيه إليزا وبولين لأمراء ماسا كرارا وغواستالا. في عام 1808، ضم أيضاً ماركي وتوسكانا لمملكة إيطاليا.
في عام 1809، احتل بونابرت روما بسبب اختلافات مع البابا الذي أعلن الحرمان الكنسي على نابليون. انطلاقاً من رغبته في الحفاظ على دولته الخاصة بكفاءة  نفى البابا بداية إلى سافونا ومن ثم إلى فرنسا وأخذ المقتنيات الفنية في الدولة البابوية إلى متحف اللوفر. مع غزو نابليون لروسيا 1811 انتهت ذروة عهد الدعم الإيطالي لنابليون، حيث شهدت تلك الحملة الفاشلة مقتل العديد من الإيطاليين.
بعد روسيا، تحالفت الدول الأوروبية الأخرى من جديد فيما بينها لتهزم نابليون في معركة لايبزيغ، والتي خذله فيها حلفاؤه الإيطاليون بما فيهم مورات حيث تخلوا عنه للتحالف مع النمسا. بعد هزيمته في باريس في 6 أبريل 1814 اضطر نابليون للتخلي عن عرشه وأرسل إلى منفاه في إلبا. أعاد مؤتمر فيينا (1814) الوضع لحالة قريبة مما كان عليه عام 1795، حيث أعيد تقسيم إيطاليا بين النمسا (في الشمال الشرقي ولومبارديا)، ومملكة سردينيا ومملكة الصقليتين (في الجنوب وصقلية) وتوسكانا والدولة البابوية والدول الصغيرة الأخرى في الوسط. إلا أنه لم يعاد تشكيل الجمهوريات القديمة مثل البندقية وجنوى، حيث ذهبت البندقية لصالح النمسا وجنوى إلى مملكة سردينيا.
بعد فرار نابليون وعودته إلى فرنسا (المائة يوم)، استعاد دعم مورات ولكن مورات عجز عن إقناع الإيطاليين بالقتال من أجل نابليون عبر إعلان ريميني وتعرض للضرب وقتل. هكذا انهارت الممالك الإيطالية وبدأت فترة استعادة إيطاليا بعودة عدد من الملوك ما قبل نابليون إلى عروشهم. توحدت بيدمونت وجنوة ونيس وانضمت لها سردينيا (لتصبح دولة سافوا). بينما أعيد ضم لومبارديا وفينيتو واستريا ودالماسيا إلى النمسا. أعيد تشكيل دوقيات بارما ومودينا بينما أعيدت الولايات البابوية ومملكة نابولي إلى البوربون. أدت الأحداث السياسية والاجتماعية في فترة استعادة إيطاليا (1815-1835) إلى انتفاضات شعبية من خلال عبر شبه الجزيرة والتي شكلت إلى حد كبير الوضع الذي انطلقت منه حروب الاستقلال الإيطالية. أدى ذاك الحراك إلى ولادة مملكة إيطاليا الجديدة وتوحيد إيطاليا.